# Kolacja na Biało

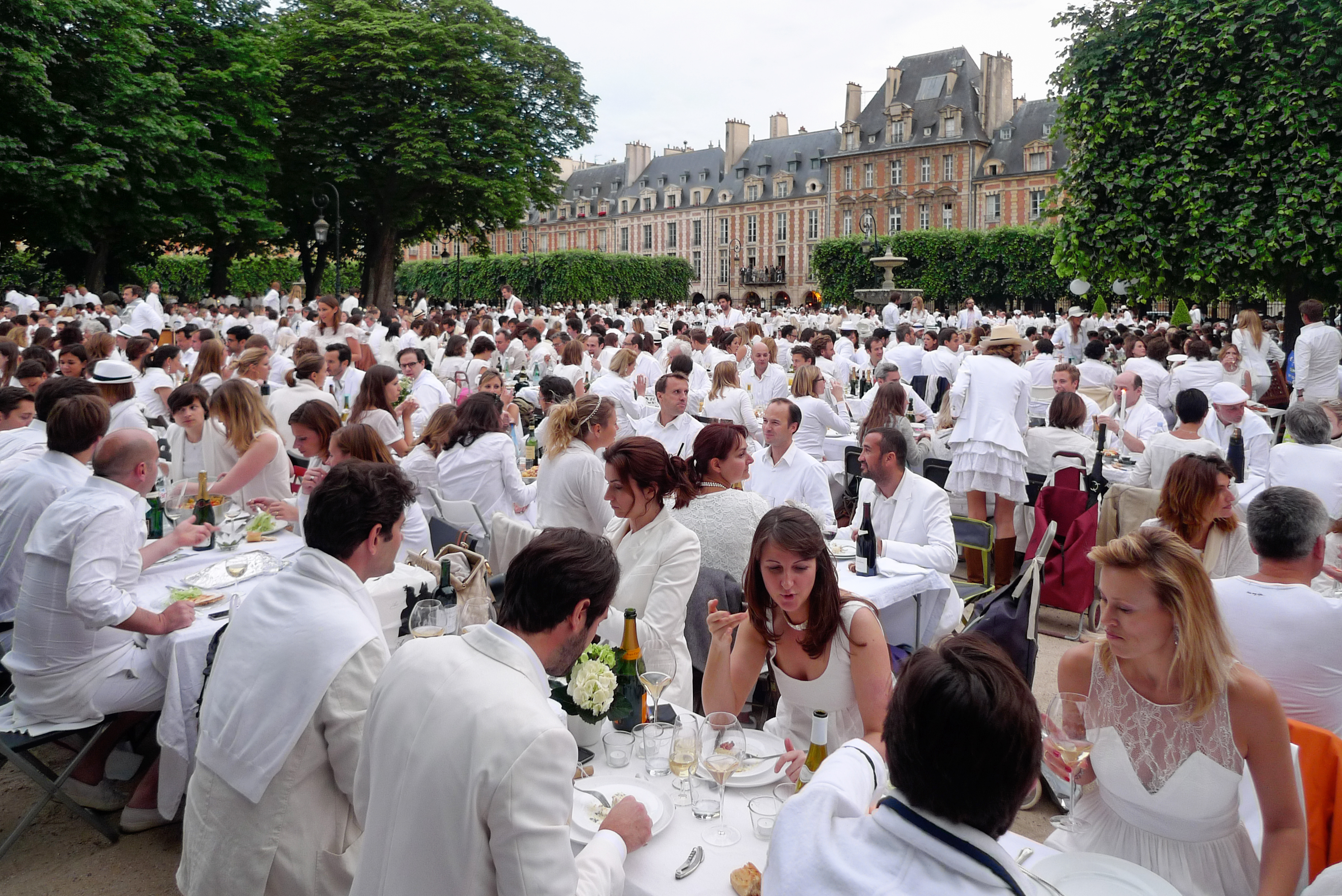
Kolacja na Biało w Paryżu (2012)

Kolacja na Biało (fr. Dîner en Blanc) – impreza, podczas której ludzie jedzą posiłek ubrani na biało w tymczasowej restauracji w przestrzeni publicznej. Uczestnicy są zobowiązani do zapewnienia własnego jedzenia, stołów, krzeseł i obrusów. Tylko wybrana liczba uczestników zna lokalizację w dniu kolacji.

## Historia
Na pomysł Kolacji na Biało wpadł w 1988 roku Francuz François Pasquier. Chciał zaprosić na kolację wszystkich swoich przyjaciół, ale jego ogród był za mały. Wtedy wpadł na pomysł organizowania takich spotkań na placach lub w innych prestiżowych miejscach Paryża. Inspiracją do przebrania ich uczestników na biało była starsza para w Lasku Bulońskim, którą Pasquier zobaczył któregoś dnia, kiedy ubrani na biało, spożywali posiłek przy białym stoliku nakrytym białym obrusem, siedząc na białych krzesłach.
W paryskich wydaniach imprezy jednym z powodów utrzymywania miejsca spotkania w tajemnicy do ostatniej chwili jest brak oficjalnej zgody władz miasta. Organizatorzy nie mają zezwolenia policji, ale władze przymykają oczy na ten happening kulinarny, gdyż zwykle nie stwarza problemów, a uczestnicy przestrzegają kilku zasad. Jedną z nich jest to, że o godzinie 22.00 kolacja się kończy, a jej uczestnicy sprzątają dokładnie teren, przy którym biesiadowali i zostawiają go w takim samym stanie, w jakim go zastali. Zabroniony jest także alkohol.
Wydarzenie było organizowane w 85 francuskich miastach; z okazji 30-lecia imprezy w Paryżu zgromadziło się prawie 17 tys. osób.
W 2011 roku po raz pierwszy kolacja odbyła się w Nowym Jorku. Wydarzenie urosło do ponad 6500 uczestników z listą oczekujących ponad 80 tys. osób. W 2012 roku impreza odbyła się w Singapurze i Brisbane, w 2013 roku w Canberze, a w 2015 roku w Melbourne.

## Kolacje na Biało w Polsce

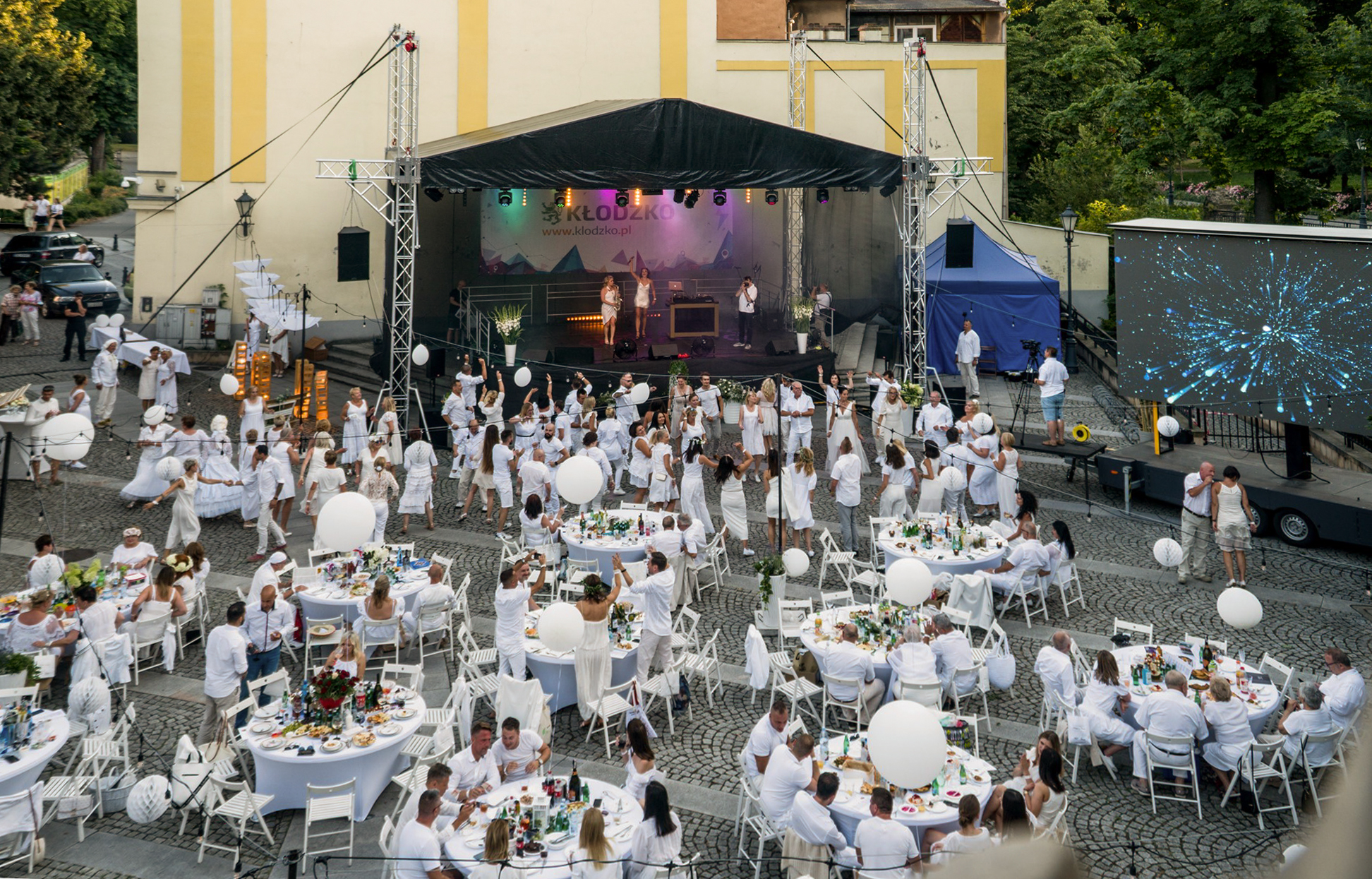
Kolacja na Biało w Kłodzku (2021)

Pierwsza Kolacja na Biało w Polsce została zorganizowana w Kłodzku 15 sierpnia 2020 roku przez Beatę Marcinkiewicz. W imprezie, której patronem był Urząd Miasta w Kłodzku, wzięło udział 150 osób. Wydarzeniu, które miało miejsce na placu, położonym po zachodniej stronie mostu gotyckiego, towarzyszyły pokaz tańca flamenco oraz koncerty duetu Better Than Ex i gitarzysty Moisesa Bethencourta. Kolejna edycja imprezy w Kłodzku odbyła się 31 lipca 2021 r. W wydarzeniu uczestniczyło 250 osób. Kolacji na Biało towarzyszyły występy artystyczne, przeprowadzono także zbiórkę pieniędzy na rzecz Fundacji „Razem Możemy Więcej”.
Drugą Kolację na Biało w Polsce w 2021 roku zorganizowała Bożena Malaga-Wrona. Kolacja odbyła się 2 września 2021 roku w Pałacu Goetza w Brzesku. Było to wydarzenie dobroczynne z aukcją dzieł sztuki, z której dochód został przeznaczony na dofinansowanie zakupu komory hiperbarycznej.  